# Great Burstead and South Green
Great Burstead and South Green är en civil parish i Basildon i Essex i England. Civil parish har 5 968 invånare (2011).